# Manawar
Manawar è una suddivisione dell'India, classificata come municipality, di 25.460 abitanti, situata nel distretto di Dhar, nello stato federato del Madhya Pradesh. In base al numero di abitanti la città rientra nella classe III (da 20.000 a 49.999 persone).

## Geografia fisica
La città è situata a 22° 13' 60 N e 75° 4' 60 E e ha un'altitudine di 179 m s.l.m..

## Società

### Evoluzione demografica
Al censimento del 2001 la popolazione di Manawar assommava a 25.460 persone, delle quali 13.141 maschi e 12.319 femmine. I bambini di età inferiore o uguale ai sei anni assommavano a 3.905, dei quali 2.029 maschi e 1.876 femmine. Infine, coloro che erano in grado di saper almeno leggere e scrivere erano 15.080, dei quali 8.663 maschi e 6.417 femmine.